# 10174 Emička
A 10174 Emička (ideiglenes jelöléssel 1995 JD) a Naprendszer kisbolygóövében található aszteroida. Zdeněk Moravec fedezte fel 1995. május 2-án.
Nevét Ema Moravcová (1999), a felfedező lánya után kapta.